# Günter Pichler
Günter Pichler (* 9. September 1940 in Kufstein) ist ein österreichischer Geiger, Hochschullehrer und Dirigent. Er war Gründer und Primarius des Alban Berg Quartetts.

## Leben
Günter Pichler begann sein Studium 1955 an der Universität für Musik und darstellende Kunst Wien. Er wurde mit 18 Jahren Konzertmeister der Wiener Symphoniker und drei Jahre später von Herbert von Karajan als Konzertmeister zu den Wiener Philharmoniker berufen.
Von 1963 bis 2009 lehrte Pichler als Professor an der Wiener Universität für Musik und darstellende Kunst und von 1993 bis 2012 an der Musikhochschule Köln. 2007 wurde er zum Leiter des Departments für Kammermusik an der Escuela Superior de Música Reina Sofia in Madrid bestellt. Außerdem unterrichtet er an zahlreichen Sommerakademien, unter anderem Pro Quartet Paris, Accademia Musicale Chigiana Siena und Misqa Montreal.
Zu seinen Schülern zählen Preisträger internationaler Wettbewerbe, Konzertmeister in bedeutenden Orchestern und Solisten oder Musiker europäischer Kammermusikensembles wie zum Beispiel die Quartette Artemis, Aron, Belcea, Casals, Fauré, Amaryllis, Cavaleri, Eliot, Finzi, Piatti, Minetti, Schumann, Voce, van Kuijk, Aris, Vision, Calidore. Tchalik, Simply, Barbican oder Goldmund.  Viele seiner Schüler lehrten später selbst als Professoren an Musikhochschulen und Universitäten.
1970 gründete Pichler das Alban Berg Quartett und war bis zu dessen Auflösung im Jahr 2008 Primarius dieses Ensembles, das als eines der weltweit führenden Streichquartette galt.
Nach der Auflösung des Alban Berg Quartetts wandte sich Pichler vermehrt dem Dirigieren zu und dirigierte viele europäische Orchester bei Konzerten und auf Tourneen, zum Beispiel das Wiener Kammerorchester, das Stuttgarter Kammerorchester, das Israel Chamber Orchestra, das Ensemble Orchestral de Paris, das Orchestra della Toscana Firenze, das Orchestra I Pomeriggi Musicali di Milano, das Hallé Orchestra Manchester, das Orchestre National de Lille, und das Royal Flemish Philharmonic. In Japan dirigierte er unter anderem das Philharmonieorchester Tokio, das Philharmonie-Orchester Osaka, das Philharmonieorchester Sendai und das NHK-Sinfonieorchester. Von 2001 bis 2006 war er Erster Gastdirigent des Orchestra Ensemble Kanazawa und wirkt seither als dessen künstlerischer Berater.

## Auszeichnungen
- 1969: Mozart-Interpretationspreis
- 1993: Großes Ehrenzeichen für Verdienste um die Republik Österreich
- 2008: Tiroler Landespreis für Kunst